# Stazione di Torre Melissa
Stazione di Torre Melissa vasútállomás Olaszországban, Melissa településen.

## Vasútvonalak
Az állomást az alábbi vasútvonalak érintik:
- Jonica-vasútvonal

## Kapcsolódó állomások
A vasútállomáshoz az alábbi állomások vannak a legközelebb:
- Stazione di Strongoli
- Stazione di Cirò